# Comuna Ialpujeni, Cimișlia
Comuna Ialpujeni este o comună din raionul Cimișlia, Republica Moldova. Este formată din satele Ialpujeni (sat-reședință) și Marienfeld.

## Demografie
Conform datelor recensământului din 2014, comuna are o populație de 1.401 locuitori. La recensământul din 2004 erau 1.855 de locuitori.

## Administrație și politică
Componența Consiliului local Ialpujeni (9 consilieri), ales la 5 noiembrie 2023, este următoarea:
|  | Partid                                       | Consilieri | Componență | Componență | Componență | Componență | Componență |
|  | -------------------------------------------- | ---------- | ---------- | ---------- | ---------- | ---------- | ---------- |
|  | Partidul Socialiștilor din Republica Moldova | 5          |            |            |            |            |            |
|  | Partidul Acțiune și Solidaritate             | 4          |            |            |            |            |            |